# Mercedes-Benz Intouro
De Mercedes-Benz Intouro van de eerste generatie, type O560 zijn in twee typen beschikbaar: Reisebus in Hochboden- (RH) en Hochdeckerausführung (RHD), voor interstedelijk vervoer, dat vanaf 1999 door EvoBus geproduceerd wordt. Dit bustype is speciaal ontwikkeld voor streekvervoer, schoolbus-lijnverkeer en werkverkeer. De Intouro wordt geproduceerd bij de Turkse Daimler-dochteronderneming Mercedes-Benz Türk A.S. in de fabriek te Alkent 2000 bij Istanbul.
De tweede generatie Intouro, type O633 is vanaf 2006 in vijf typen beschikbaar:
- Intouro 12,14 m
- Intouro E 12,14 m
- Intouro M 12,96 m
- Intouro ME 12,96 m
- Intouro L 13,32 m

De E-versies zijn speciale versies voor gebruik als schoolbussen. Deze hebben, in tegenstelling tot de streekbusversies, meer zitplaatsen. De standaardversie heeft een lengte van 12.14 meter, de M-versies hebben een lengte van 12.96 meter en de L-versies hebben een lengte van 13.32 meter.

## Inzet
De meeste bussen rijden rond in Midden- en Oost-Europa. In totaal zijn er anno 2012 3500 exemplaren geproduceerd die onder andere in Frankrijk, Portugal en Polen worden ingezet.
De Intouro is besteld door Arriva Nederland en sinds 9 december 2012 ingezet in Friesland en Noord-Brabant. Voor het vervoer van rolstoelen werden bij Arriva rolstoelliften van het type Braun UVL ingebouwd. Deze bussen hebben ook USB-aansluitingen.

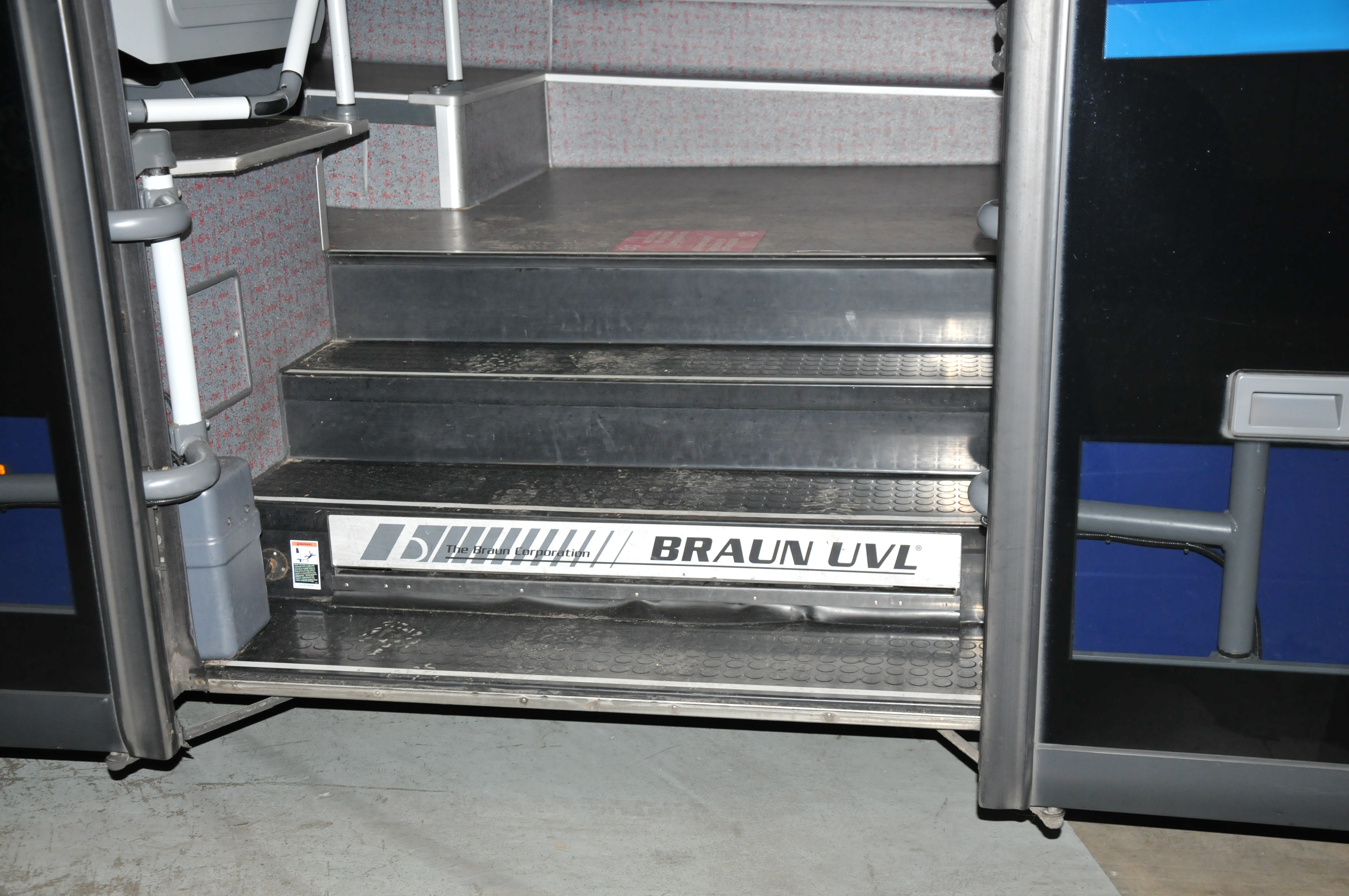
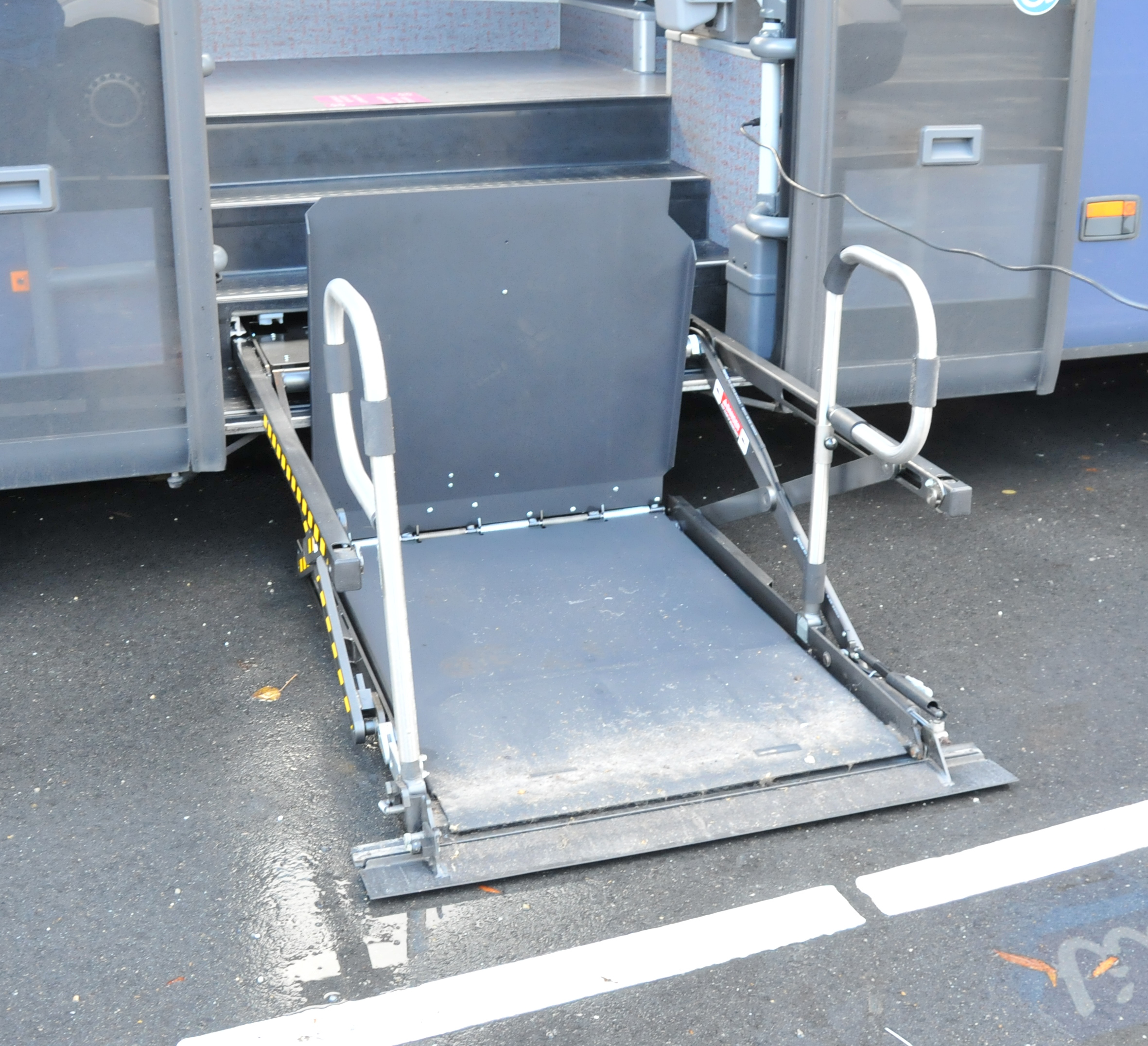
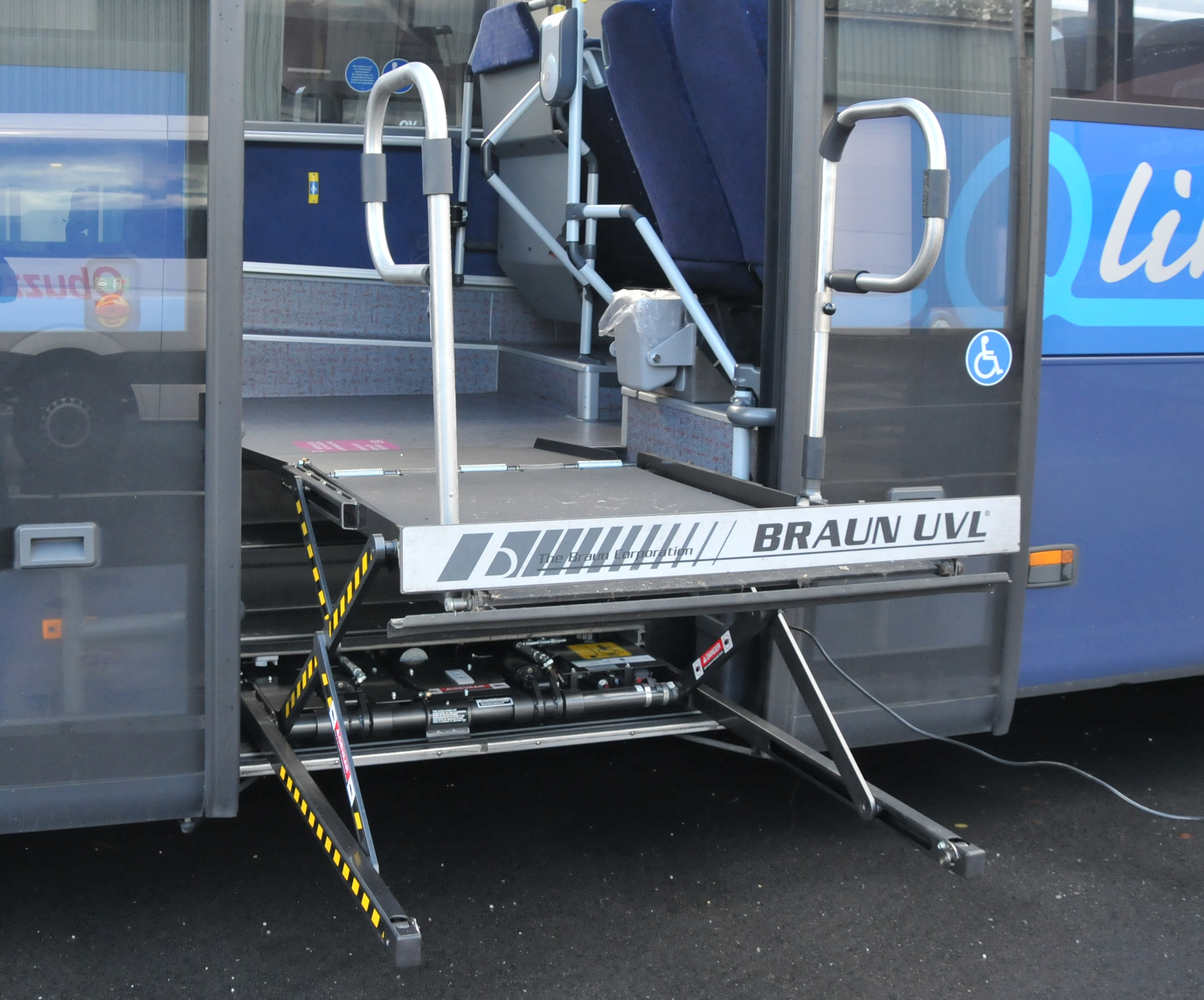

| Bedrijf                     | Type      | Aantal    | Series                 | Inzet                            | Rolstoellift | Opmerkingen                                                             | Afbeelding |
| Frankrijk                   | Frankrijk | Frankrijk | Frankrijk              | Frankrijk                        | Frankrijk    | Frankrijk                                                               |            |
| --------------------------- | --------- | --------- | ---------------------- | -------------------------------- | ------------ | ----------------------------------------------------------------------- | ---------- |
| CTPM                        | ??        | 16        | 700-701, 710-712, ??   | Perpignan                        |              |                                                                         |            |
| Luxemburg                   |           |           |                        |                                  |              |                                                                         |            |
| Autocars Meyers             | Intouro   | 3         | AM5510, AM5535, AM5552 | Streekvervoer                    |              |                                                                         |            |
| Autocars Schneider          | Intouro   | 1         | SK6800                 | Streekvervoer                    |              |                                                                         |            |
| Voyages Ecker               | Intouro   | 3         | VE2002, VE2025, VE2040 | Streekvervoer                    |              |                                                                         |            |
| Voyages Josy Clement        | Intouro M | 1         | JC6010                 | Streekvervoer                    |              |                                                                         |            |
| Voyages Schmit              | Intouro   | 1         | VS4023                 | Streekvervoer                    |              |                                                                         |            |
| Voyages Stephany            | Intouro   | 1         | VS3064                 | Streekvervoer                    |              |                                                                         |            |
| Nederland                   |           |           |                        |                                  |              |                                                                         |            |
| AMZ                         | Intouro M | 1         | 449                    | Zeeland                          |              | Heeft ook Connexxion-nummer 1073.                                       |            |
| Arriva                      | Intouro M | 24        | 7301-7324              | Noord-Brabant op de Brabantliner | ✔            |                                                                         |            |
| Arriva                      | Intouro M | 19        | 7501-7519              | Fryslân (Qliners)                | ✔            |                                                                         |            |
| Arriva                      | Intouro M | 2         | 7530-7531              | Fryslân (Qliners)                | ✔            |                                                                         |            |
| Arriva                      | Intouro L | 1         | 7532                   | Fryslân (Qliners)                | ✔            | Ex-Arriva Touring.                                                      |            |
| Arriva                      | Intouro L | 2         | 7533-7534              | Fryslân (Qliners)                | ✔            |                                                                         |            |
| Arriva                      | Intouro L | 7         | 7541-7547              | Fryslân (Qliners)                | ✔            | Ex Qbuzz 2601-2607.                                                     |            |
| Arriva                      | Intouro L | 2         | 7551-7552              | Fryslân (Qliners)                | ✔            |                                                                         |            |
| BAB-VIOS                    | Intouro   | 2         | 137-138                | Haaglanden                       |              |                                                                         |            |
| BAB-VIOS                    | Intouro   | 3         | 140-142                | Haaglanden                       |              |                                                                         |            |
| Betuwe Express              | Intouro   | 1         | 203                    | Treinvervangend vervoer          |              |                                                                         |            |
| Betuwe Express              | Intouro   | 1         | 204                    |                                  |              |                                                                         |            |
| Brookhuis                   |           | 1         | 72                     |                                  |              |                                                                         |            |
| BusiNext                    | Intouro   | 3         | 802-804                | Evenementenvervoer, versterking  |              | Ex-Duitsland                                                            |            |
| Doornbos                    | Intouro L | 1         | 17                     | Treinvervangend vervoer          |              |                                                                         |            |
| Gebo Tours                  |           | 1         | 595                    |                                  |              |                                                                         |            |
| Juijn                       | Intouro   | 3         | 296-298                | Achterhoek-Rivierenland          |              |                                                                         |            |
| Leo Ringelberg Touringcars  | Intouro M | 1         | 204                    | Treinvervangend vervoer          |              |                                                                         |            |
| Leo Ringelberg Touringcars  | Intouro L | 1         | 213, 229               | Treinvervangend vervoer          |              |                                                                         |            |
| Meering                     | Intouro   | 1         | 46-BBS-2               |                                  |              |                                                                         |            |
| Munckhof                    |           | 1         | 272                    |                                  |              |                                                                         |            |
| Qbuzz                       | Intouro L | 7         | 2601-2607              | Zuidoost-Fryslân                 | ✔            | Deze bussen zijn in december 2016 overgegaan naar Arriva als 7541-7547. |            |
| Ringelberg Tours            | Intouro   | 2         | 160-161                | Treinvervangend vervoer          |              |                                                                         |            |
| Ter Doest                   | Intouro   | 3         | 38-39                  | Treinvervangend vervoer          |              |                                                                         |            |
| Ter Doest                   | Intouro   | 1         | 41                     | Treinvervangend vervoer          |              |                                                                         |            |
| Van den Broek/Van Mil Tours | Intouro   | 2         | 74-75                  | Treinvervangend vervoer          |              |                                                                         |            |
| Van Driel                   | Intouro   | 2         | 331-332                |                                  |              |                                                                         |            |
| Van Heugten Tours           | Intouro M | 1         | 30                     | Treinvervangend vervoer          |              |                                                                         |            |
| Van Heugten Tours           | Intouro M | 1         | 37                     | Treinvervangend vervoer          |              |                                                                         |            |
| Van Heugten Tours           | Intouro M | 1         | 41                     | Treinvervangend vervoer          |              |                                                                         |            |
| Van Heugten Tours           | Intouro M | 1         | 44                     | Treinvervangend vervoer          |              |                                                                         |            |
| Van Kooten                  | Intouro L | 1         | 54                     | IJssel-Vecht                     |              |                                                                         |            |
| Van Oeveren                 | Intouro   | 1         | 104                    | Zeeland                          |              | Heeft ook Connexxion-nummer 1154.                                       |            |
| Oostenrijk                  |           |           |                        |                                  |              |                                                                         |            |
| Postbus                     | Intouro M | ??        |                        | Noord-Tirol                      |              |                                                                         |            |

## Galerij

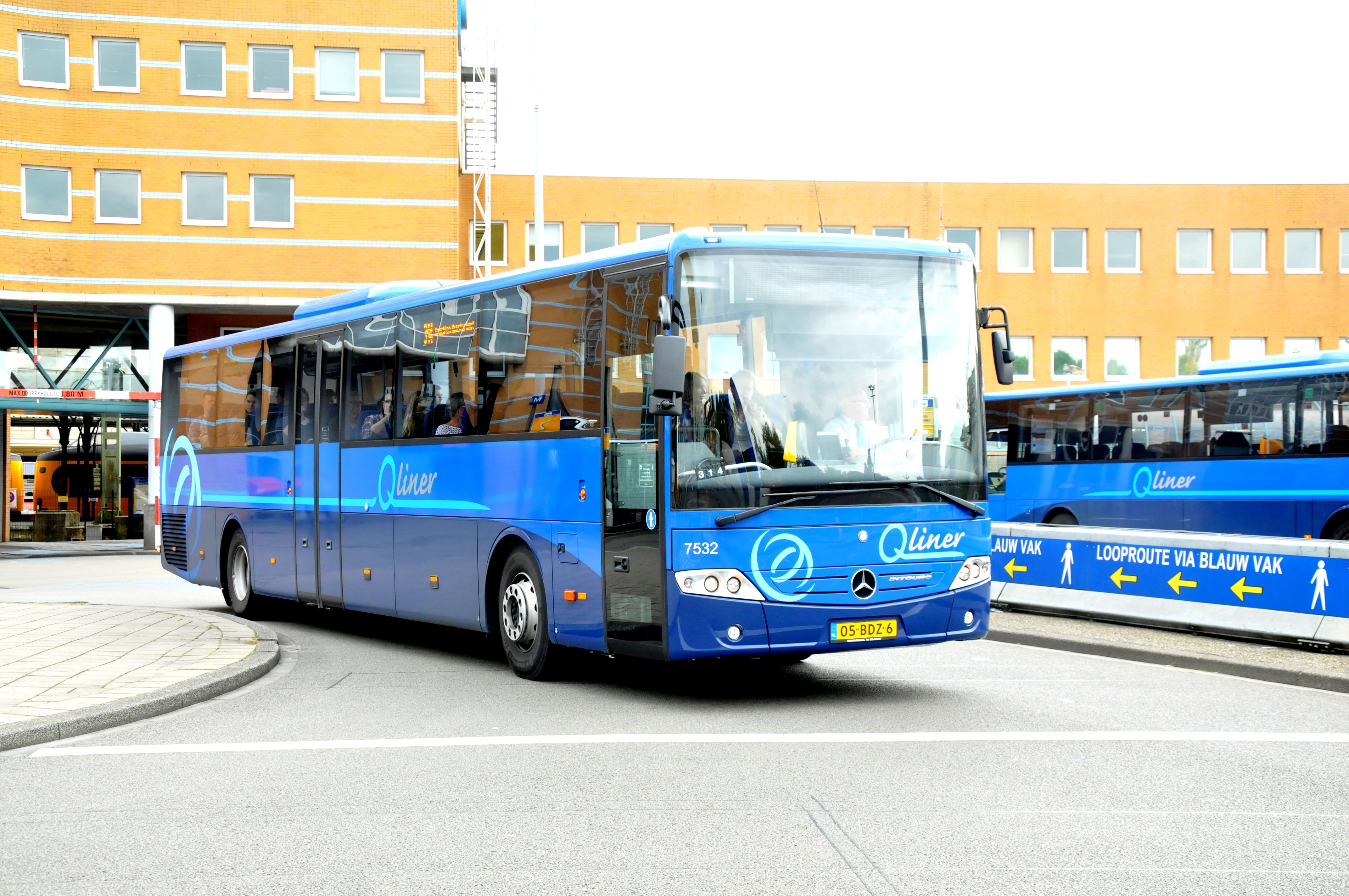
Arriva bus 7532 van het type Mercedes-Benz O633 Intouro L
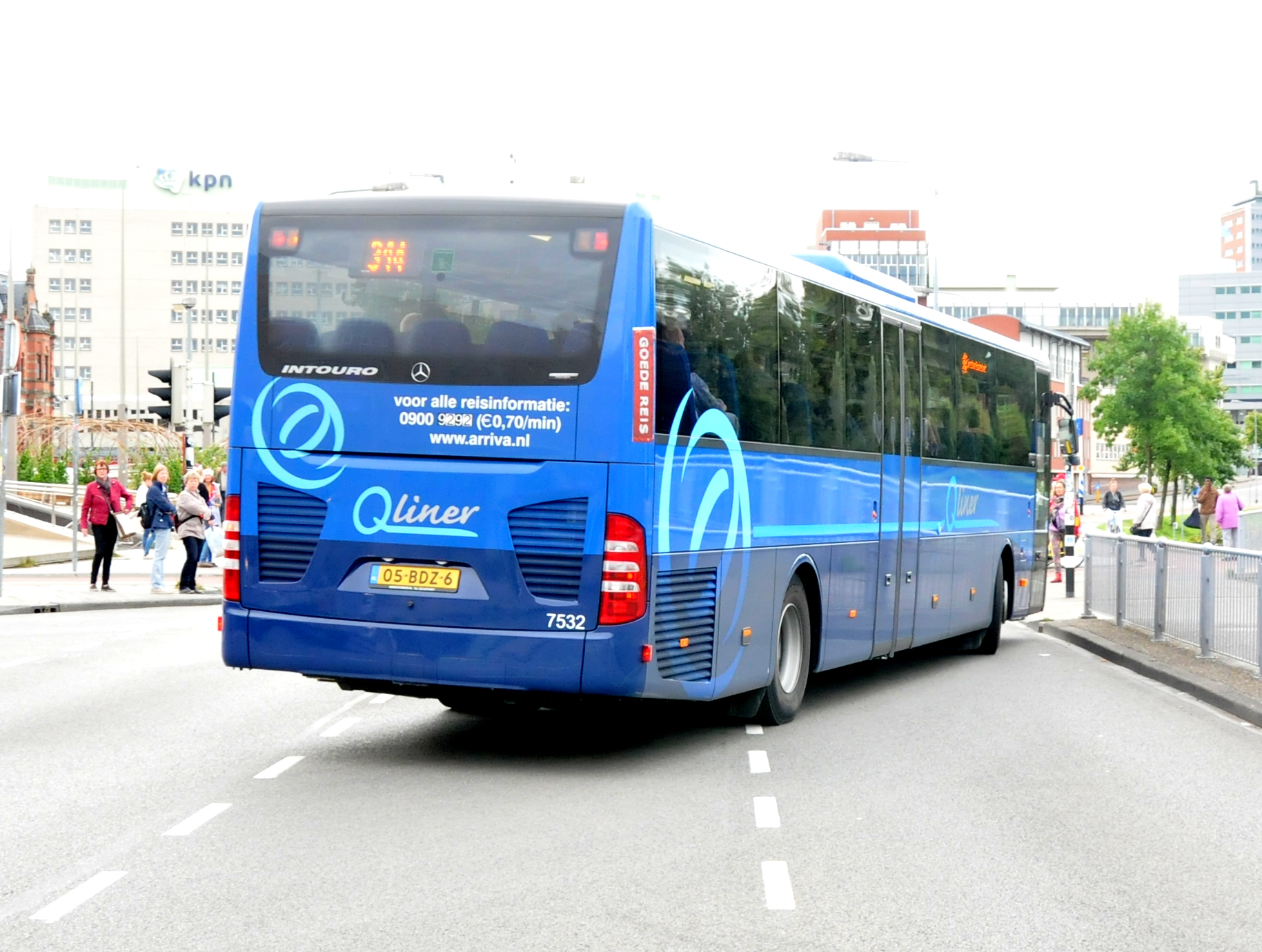
Arriva bus 7532 van het type Mercedes-Benz O633 Intouro L
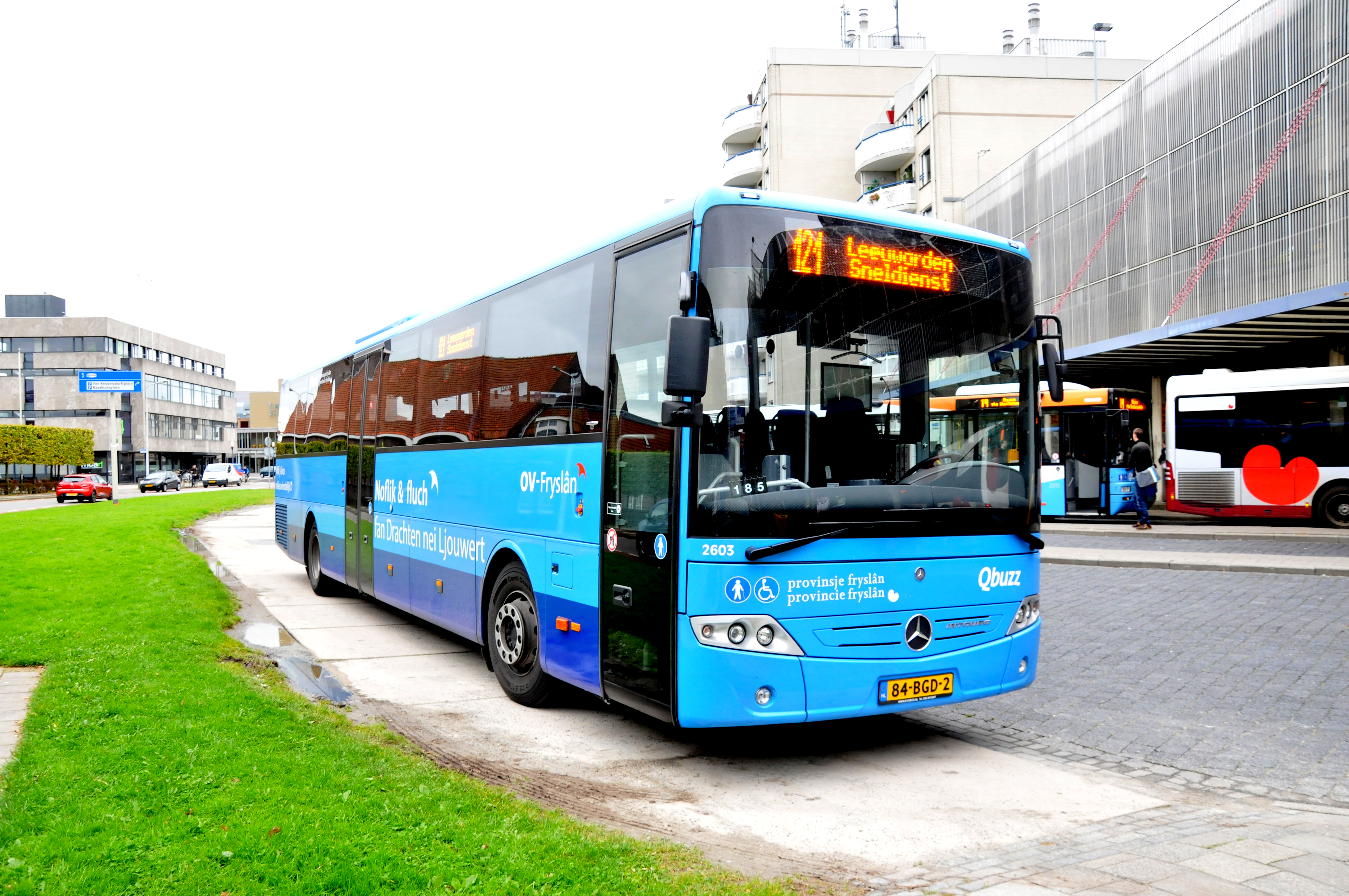
Qbuzz bus 2603 van het type Mercedes-Benz O633 Intouro L
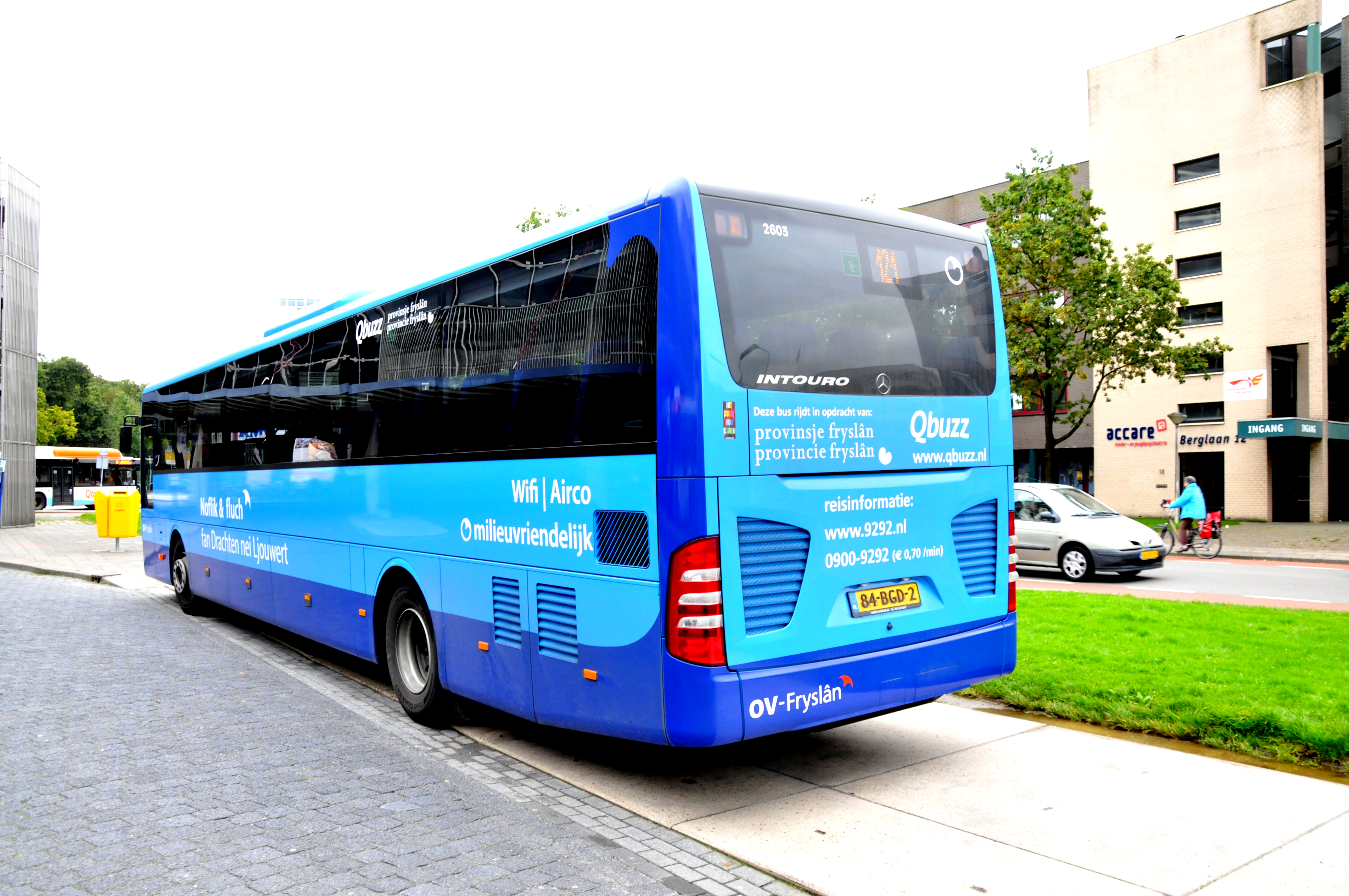
Qbuzz bus 2603 van het type Mercedes-Benz O633 Intouro L